# Sciences et Avenir
Sciences et futur-La Recherche és una revista mensual francesa de divulgació científica creada el 1947. Pertany al grup de premsa francès Groupe Perdriel. La seva difusió el 2017 va ser de 242.601 exemplars, situant-se el 2020 amb 221.885.

## Mensual
El diari va ser editat del 1994 al 2003 per Georges Golbérine. Del 2003 al 2020, la directora editorial va ser Dominique Leglu, doctora en física nuclear i física de partícules. Va ser substituïda per la periodista Carole Chatelain el gener de 2021, convertint-se Dominique Leglu en directora editorial del Pol de Ciències del grup.
El 2015, la revista va llançar el seu “Grans debats de la science" amb el tema Déu i la ciència. Aquesta edició es va celebrar al Collège des Bernardins, a París, amb la participació d’eminents figures científiques com Jean-Claude Ameisen (president del Comitè d’Ètica Consultiva Nacional), el genetista Axel Kahn o el paleoantropòleg Yves Coppens.
Per al seu 70è aniversari, la revista publica un número especial el novembre de 2017de 70 pàgines, coordinat per cinc científics reconeguts convidats com a editors excepcionals.

## Número especial
El número especial de Sciences et Avenir és trimestral temàtic (quatre publicacions a l'any). Citem els dedicats a "Geni dels animals" (març de 2015) o "La França de llocs maleïts"(estrenat l'estiu del 2014).

## #Sciences, per a joves
El juliol de 2019, la redacció de Sciences et Avenir publica una nova revista de divulgació científica, #Sciences, destinat a joves a partir dels onze anys. Aborda tots els temes relacionats amb la ciència (astronomia, matemàtiques, biologia, noves tecnologies, medi ambient) i posa en valor les iniciatives i invents dels seus lectors. Hi ha informació seriosa però divertida, amb moltes il·lustracions, infografies i còmics. Després de només cinc números, la revista es va interropmpre el febrer de 2020.